# Mangelia adansoni
Mangelia adansoni é uma espécie de gastrópode do gênero Mangelia, pertencente à família Mangeliidae.